# Masdevallia strumella
Masdevallia strumella är en orkidéart som beskrevs av Carlyle August Luer. Masdevallia strumella ingår i släktet Masdevallia och familjen orkidéer.
Artens utbredningsområde är Colombia. Inga underarter finns listade i Catalogue of Life.